# Diversidad sexual en San Martín (Países Bajos)
Las personas LGBTQ+ enfrentan algunas dificultades en San Martín. En San Martín, un país perteneciente al Reino de los Países Bajos, las relaciones sexuales entre personas del mismo sexo son legales, pero el matrimonio igualitario no es legal. Las parejas del mismo sexo con nacionalidad neerlandesa pueden viajar a otros países del Reino de los Países Bajos para casarse, pero eso no les otorgará los derechos del matrimonio en Sint Maarten.

## Ley sobre las relaciones sexuales entre personas del mismo sexo
La actividad sexual entre personas del mismo sexo es legal en San Martín. La edad de consentimiento es de 15 años y es igual para las relaciones sexuales heterosexuales y homosexuales.

## Reconocimiento de las relaciones entre personas del mismo sexo
Como parte del Reino de los Países Bajos, San Martín debe reconocer como válidos los matrimonios igualitarios registrados en los Países Bajos (incluidos Bonaire, San Eustaquio y Saba). Sin embargo, las parejas del mismo sexo no pueden contraer matrimonio legalmente en la isla.
En abril de 2015, los representantes de los cuatro países constituyentes acordaron que las parejas del mismo sexo deberían tener los mismos derechos en todo el Reino.
En agosto de 2015, en el caso Oliari y otros contra Italia, el Tribunal Europeo de Derechos Humanos (TEDH) dictaminó que es discriminatorio no reconocer legalmente a las parejas del mismo sexo. El TEDH tiene jurisprudencia sobre San Martín.

## Protecciones contra la discriminación
El Código Penal de San Martín, promulgado en 2012, prohíbe la discriminación injusta y la incitación al odio y la violencia por diversos motivos, incluida la "orientación heterosexual u homosexual". El artículo 1:221 describe la discriminación como "toda forma de discriminación, exclusión, restricción o preferencia que tenga por objeto o efecto afectar el reconocimiento, el goce o el ejercicio de los derechos humanos y las libertades fundamentales en los ámbitos político, económico, social o cultural o en otros ámbitos de la vida social". Los artículos 2:61 y 2:62 establecen sanciones que van desde multas hasta un año de prisión.

## Condiciones de vida
San Martín se destaca como un destino turístico amigable con la comunidad LGBTQ+, con varios lugares, hoteles, playas, bares y restaurantes que atienden a la clientela LGBTQ+ o que se anuncian como acogedores. Numerosos cruceros gay visitan la isla cada año. La sociedad de San Martín se describe como tolerante con las personas LGBTQ+, aunque las revistas gays informan que esta tolerancia es "más económica que social". Entre los lugareños, la discriminación y el acoso tienden a estar más extendidos, donde existe un "clima sutil de homofobia". La presencia de la Iglesia Católica Romana como la denominación más grande en la isla también ha contribuido a un mayor prejuicio social, especialmente en comparación con los Países Bajos.Sin embargo, a menudo se describe a los lugareños como personas con una mentalidad de "vive y deja vivir", y la discriminación abierta es muy poco frecuente. Sin embargo, hay una excepción conocida: en abril de 2006, una pareja del mismo sexo de Nueva York fue atacada a la salida de un bar con palancas de hierro por cuatro hombres que gritaban insultos anti-gay. La pareja fue hospitalizada por lesiones graves. Los gobiernos de los Países Bajos y San Martín denunciaron el ataque como "bárbaro y atroz".Los hombres fueron condenados en noviembre de 2006 por violencia pública y lesiones corporales graves, con penas que oscilaban entre seis meses y tres años de prisión. Uno de ellos expresó arrepentimiento e intentó detener el ataque, lo que resultó en una condena menor. 
Hay una asociación gay en la isla, conocida como Sint Maarten Alliance for Equality (SAFE). También hay un sitio web turístico LGBTQ+, Gaysxm. El sitio web ofrece información sobre diversos lugares y zonas de la isla para turistas gays. Gaysxm es un portal de información turística LGBTQ+ y también cuenta con otras cuentas en redes sociales donde ofrece información relevante sobre la vida gay en la isla.

### Política
El Partido Demócrata de Sint Maarten y el Partido Popular Unido, que se fusionaron en 2017 para formar los Demócratas Unidos, apoyaron el matrimonio igualitario. El Partido Cristiano de Sint Maarten se ha opuesto al matrimonio igualitario, pero ha declarado que apoya la igualdad de protección contra la discriminación, el acoso y la violencia.

## Tabla resumen
| Relaciones sexuales entre personas del mismo sexo legales         | Yes                                                                           |
| Igualdad de edad de consentimiento                                | Yes                                                                           |
| Leyes contra la discriminación en el empleo                       | (Desde 2012)                                                                  |
| Leyes antidiscriminatorias en la prestación de bienes y servicios | (Desde 2012)                                                                  |
| Leyes antidiscriminación en todos los demás ámbitos               | (Desde 2012)                                                                  |
| Matrimonios igualitarios reconocidos                              | (Los matrimonios realizados dentro del Reino tienen un reconocimiento mínimo) |
| Uniones civiles entre personas del mismo sexo reconocidas         | No                                                                            |
| Adopción de hijastros por parejas del mismo sexo                  | No                                                                            |
| Adopción conjunta por parejas del mismo sexo                      | No                                                                            |
| Personas LGBTQ+ son permitidas a servir en el ejército            | (Los Países Bajos son responsables de la defensa)                             |
| Derecho a cambiar de género legal                                 | No                                                                            |
| Acceso a la FIV para lesbianas                                    |                                                                               |
| Gestación subrogada comercial para parejas gays                   | No                                                                            |
| HSH permitidos a donar sangre                                     | No                                                                            |